# Зачарованные (сезон 3)
Третий сезон американского телесериала «Зачарованные» выходил на телеканале The WB с 5 октября 2000 года по 17 мая 2001 года.

## Сюжет
Узнав, что за всеми визитами демонов к Зачарованным стоит Триада, сёстры ломают голову, как их уничтожить. Тем временем Фиби знакомится, а в дальнейшем и встречается с окружным прокурором Коулом Тёрнером. Вскоре на сестёр начинает нападать странный демон Бальтазар, посланный Триадой. Пайпер вновь встречается с Лео и вопреки законам Старейшин пытается выйти за него замуж, но бесполезно, кроме того Лео исчезает благодаря магии Старейшин. Но немного времени спустя, они возвращают Лео и они женятся. Спустя несколько месяцев, выясняется, что Коул — Бальтазар. Сёстры вынуждены уничтожить его, но Фиби и Коул любят друг друга, поэтому она фальсифицирует его смерть, но не выдержав, Фиби рассказывает правду сёстрам. Прю шокирована таким раскладом, но постепенно начинает доверять Коулу, который не раз спасал жизнь ведьмам. В знак преданности, Коул уничтожает Триаду, но оказывается, что и Триада была вторым лицом. За всем злом стоит Хозяин. Он пытается уничтожить Зачарованных, нанимая демона-киллера Шекса. Смертельно ранив Пайпер и Прю, Хозяин торжествует, а Лео удаётся спасти лишь свою жену. Прю погибает. Сила Трёх рушится. Фиби и Пайпер в отчаянии.

## В ролях

### Основной состав
- Шеннен Доэрти — Прю Холливелл (22 эпизода)
- Холли Мари Комбс — Пайпер Холливелл (22 эпизода)
- Алисса Милано — Фиби Холливелл (22 эпизода)
- Брайан Краузе — Лео Уайатт (22 эпизода)
- Дориан Грегори — Деррил Моррис (7 эпизодов)
- Джулиан Макмэхон — Коул Тёрнер (16 эпизодов)

### Второстепенный состав
- Джеймс Рид — Виктор Беннет (3 эпизода)
- Амир Абулела, Шон Тоуб и Рик Овертон — Триада Зла (3 эпизода)
- Дженнифер Родс — Пенни Холливелл (3 эпизода)
- Финола Хьюз — Пэтти Холливелл (2 эпизода)
- Стив Валентайн — колдун Эймс (1 эпизод)
- Рон Перлман — Мистер Келлман (1 эпизод)

## Эпизоды
| № общий | № в сезоне | Название                                                           | Режиссёр             | Автор сценария                                                            | Дата премьеры   | Произв. код | Зрители в США (млн) |
| --- | ---------- | ------------------------------------------------------------------ | -------------------- | ------------------------------------------------------------------------- | --------------- | ----------- | ------------------- |
| 45 | 1          | «The Honeymoon's Over» «Медовый месяц окончен»                     | Джеймс Л. Конуэй     | Брад Керн                                                                 | 5 октября 2000  | 4300045     | 7.7                 |
| Действие происходит через месяц после событий последнего эпизода второго сезона. В поведении сестёр наблюдается некоторая напряжённость, ведь теперь они знают, что почти за всеми атаками демонов за последние два года стояла Триада Зла. К тому же Прю и Фиби взволнованы долгим отсутствием сестры, которая месяц назад отправилась с Лео к старейшинам, но так и не послала ни одной весточки. А в городе, тем временем, снова начинаются убийства. Убийства, естественно, не простые: на лбу каждой жертвы убийца оставляет перевёрнутый треугольник. После предотвращения очередного нападения, сёстры встречаются с помощником окружного прокурора Коулом Тёрнером. Во время этой встречи между ним и Фиби «пролетает искорка». В ходе всех перипетий эпизода Фиби открывает у себя способность к левитации. После возвращения «сверху» Лео делает Пайпер предложение, и после недолгих раздумий она соглашается… |            |                                                                    |                      |                                                                           |                 |             |                     |
| 46 | 2          | «Magic Hour» «Магический час»                                      | Джон Беринг          | Зак Эстрин и Крис Левинсон                                                | 12 октября 2000 | 4300046     | 5.1                 |
| Кошка Кит загоняет на порог дома Зачарованных филина, который превращается в юношу и просит ведьм снять с него проклятье. Сёстры готовятся к «рутабаге» Пайпер и Лео, который исчезает в разгар обряда обручения… Коул оказывается не тем, за кого себя выдавал… |            |                                                                    |                      |                                                                           |                 |             |                     |
| 47 | 3          | «Once Upon a Time» «Однажды давным-давно»                          | Джоэл Дж. Фейгенбаум | Криста Вернофф                                                            | 19 октября 2000 | 4300047     | 5.4                 |
| Фиби находит заблудившуюся девочку, которая говорит, что у неё прячется принцесса-фея, и поэтому за ней охотятся тролли. Пайпер устраивает забастовку старейшинам, и не хочет ввязываться в магические дела. В это время Бальтазар пытается украсть «Книгу Таинств». Старейшины дают Лео и Пайпер испытательный срок. |            |                                                                    |                      |                                                                           |                 |             |                     |
| 48 | 4          | «All Halliwell's Eve» «Канун дня всех Холливелл»                   | Энсон Уильямс        | Шерил Дж. Андерсон                                                        | 26 октября 2000 | 4300048     | 6.5                 |
| В канун Дня всех святых на сестёр нападают уже знакомые им гримлоки, но битвы не происходит, так как ведьмы внезапно переносятся в 1670 год. Во время празднества Фиби гадают на суженного, и на первую букву его имени выпадает «К». Сёстры присутствуют при рождении Мелинды Уоррен, прародительницы рода Холливелл. |            |                                                                    |                      |                                                                           |                 |             |                     |
| 49 | 5          | «Sight Unseen» «За глаза»                                          | Перри Лэнг           | Уильям Шмидт                                                              | 2 ноября 2000   | 4300049     | 5.7                 |
| Действие происходит через две недели после событий предыдущего эпизода. Триада Зла отправляет к Зачарованным второго демона, чтобы помочь Бальтазару. Пайпер боится, что за ней наблюдают старейшины, а у Прю появляется тайный ненавистник… |            |                                                                    |                      |                                                                           |                 |             |                     |
| 50 | 6          | «Primrose Empath» «Эмпат»                                          | Мэл Дэмски           | Дэниел Цероне                                                             | 9 ноября 2000   | 4300051     | 6.1                 |
| Прю освобождает эмпата от мучившей его силы. Эта сила переходит к Прю, а эмпат оказывается демоном. Пайпер просит Лео вести себя, как нормальный человек. |            |                                                                    |                      |                                                                           |                 |             |                     |
| 51 | 7          | «Power Outage» «Сбой силы»                                         | Крэйг Зиск           | Моника Брин и Элисон Шапкер                                               | 16 ноября 2000  | 4300050     | 5.7                 |
| Коул нанимает демона агрессии, чтобы поссорить Зачарованных. И без того непростая жизнь сестёр становится ещё сложнее, когда в припадке гнева они применяют магию друг против друга и теряют свои силы. Коул убивает Триаду… |            |                                                                    |                      |                                                                           |                 |             |                     |
| 52 | 8          | «Sleuthing with the Enemy» «В поисках с врагом»                    | Ноэль Носсек         | Питер Хум                                                                 | 14 декабря 2000 | 4300052     | 5.5                 |
| После уничтожения Триады на Бальтазара начинается охота. Сестры узнают, что их противник на самом деле возлюбленный Фиби Коул. Именно Фиби предстоит решить его судьбу. Прю и Пайпер заключают сделку с охотником. Фиби спасает Коула от смерти, инсценировав его убийство. |            |                                                                    |                      |                                                                           |                 |             |                     |
| 53 | 9          | «Coyote Piper» «Пайпер-гадкий Койот»                               | Крис Лонг            | Криста Вернофф                                                            | 11 января 2001  | 4300053     | 5.1                 |
| Некий алхимик создаёт человеческую сущность, которая сбегает от него и вселяется в Пайпер, чтобы избавиться от Зачарованных. Прю и Фиби оказываются в почти безвыходном положении. Единственный способ вернуть душу Пайпер в её тело — это убить её. |            |                                                                    |                      |                                                                           |                 |             |                     |
| 54 | 10         | «We All Scream for Ice Cream» «Ледяной крик»                       | Аллан Крокер         | Крис Левинсон и Зак Эстрин                                                | 18 января 2001  | 4300054     | 5.4                 |
| Сёстры случайно выпускают на волю маленьких демонят. Прю узнаёт, что отец спас её, когда она была маленькой. |            |                                                                    |                      |                                                                           |                 |             |                     |
| 55 | 11         | «Blinded by the Whitelighter» «Ослеплённые Хранителем»             | Дэвид Стрэйтон       | Нелл Сковелл                                                              | 25 января 2001  | 4300055     | 5.4                 |
| Колдун разработал план, по которому он сможет уничтожить старейшин. Пайпер оказывается в сложной ситуации, когда Лео сменяет его друг — женщина-хранитель. Сестрам предстоит пройти множество тренировок, чтобы сразиться со злом, нацелившимся на небеса. Фиби рассказывает Лео правду о гибели Коула. Старейшины официально благословляют Лео и Пайпер. |            |                                                                    |                      |                                                                           |                 |             |                     |
| 56 | 12         | «Wrestling with Demons» «Демонический рестлинг»                    | Джоэл Дж. Фейгенбаум | Шерил Дж. Андерсон                                                        | 1 февраля 2001  | 4300056     | 5.9                 |
| Чтобы спасти своего бывшего парня Прю с сёстрами соглашается на рестлинг с демонами… Фиби и Пайпер заклинанием возвращают в дом все потерянные вещи. Пайпер и Прю узнают правду о смерти Коула. |            |                                                                    |                      |                                                                           |                 |             |                     |
| 57 | 13         | «Bride and Gloom» «Невеста тьмы»                                   | Крис Лонг            | Уильям Шмидт                                                              | 8 февраля 2001  | 4300057     | 5.4                 |
| Чтобы заполучить Книгу Таинств чёрная жрица Данталия решает выдать Прю замуж за колдуна… Фиби просит помощи у Коула. |            |                                                                    |                      |                                                                           |                 |             |                     |
| 58 | 14         | «The Good, the Bad and the Cursed» «Хороший, плохой, проклятый»    | Шеннен Доэрти        | Моника Брин и Элисон Шапкер                                               | 15 февраля 2001 | 4300058     | 5.1                 |
| Действие происходит через неделю после событий 57-го эпизода. У Фиби обнаруживается странная связь с индейцем-провидцем из прошлого, которого убили на глазах у всего города. Чтобы решить эту проблему, Прю с Коулом отправляются в мир индейца. Отец Зачарованных, Виктор, узнаёт, что Лео — их хранитель. Фиби приглашает Коула на ужин в честь помолвки сестры. |            |                                                                    |                      |                                                                           |                 |             |                     |
| 59 | 15         | «Just Harried» «Молодожёны наспех»                                 | Мэл Дэмски           | Дэниел Цероне                                                             | 22 февраля 2001 | 4300059     | 5.8                 |
| Во сне Прю повздорила с неотёсанным верзилой, а наяву полиция обвинила её в его убийстве… Мать Зачарованных обретает физическое тело, чтобы присутствовать на свадьбе Пайпер. Астральная проекция Прю выходит из-под контроля и срывает свадьбу сестры. Но всё таки, Лео и Пайпер становятся мужем и женой. |            |                                                                    |                      |                                                                           |                 |             |                     |
| 60 | 16         | «Death Takes a Halliwell» «Смерть выбирает Холливелл»              | Джон Паре            | Криста Вернофф                                                            | 15 марта 2001   | 4300060     | 5.4                 |
| Прю сталкивается с Ангелом Смерти, который открывает ей простую истину о том, что каждый уходит в положенный ему час. Поначалу пытавшаяся спасти людей от демонов, ищущих Коула, Прю с помощью Ангела Смерти начинает понимать его и прощает ему смерть своей матери. |            |                                                                    |                      |                                                                           |                 |             |                     |
| 61 | 17         | «Pre-Witched» «До одержимых»                                       | Дэвид Стрэйтон       | Крис Левинсон и Зак Эстрин                                                | 22 марта 2001   | 4300061     | 5.1                 |
| Кот молодой ведьмы обретает тело человека и убивает хозяйку. Он приходит к Зачарованным, чтобы те убили его 9 раз… |            |                                                                    |                      |                                                                           |                 |             |                     |
| 62 | 18         | «Sin Francisco» «Город грехов»                                     | Джоэл Дж. Фейгенбаум | Нелл Сковелл                                                              | 19 апреля 2001  | 4300062     | 4.0                 |
| Демон заражает Лео и Зачарованных смертными грехами. Теперь им нужно спасти невинных, преодолевая гордость (Прю), похоть (Фиби), чревоугодие (Пайпер) и лень (Лео). |            |                                                                    |                      |                                                                           |                 |             |                     |
| 63 | 19         | «The Demon Who Came in from the Cold» «Демон, пришедший из холода» | Энсон Уильямс        | Шерил Дж. Андерсон                                                        | 26 апреля 2001  | 4300063     | 3.6                 |
| Чтобы провернуть выгодную сделку, братство Терновника готовит убийство своего главного противника. Для его спасения Коул возвращается в братство, где его никто не ждёт. Братство заставляет Фиби усомниться в Коуле. Верховный глава братства устраивает Коулу засаду, и Фиби приходится праздновать свой выпускной в одиночестве… |            |                                                                    |                      |                                                                           |                 |             |                     |
| 64 | 20         | «Exit Strategy» «Стратегия выхода»                                 | Джоэл Дж. Фейгенбаум | Питер Хум и Дэниел Цероне                                                 | 3 мая 2001      | 4300064     | 4.1                 |
| Действие происходит через неделю после событий 63-го эпизода. У Пайпер появляется новая сила - молекулярная мобилизация, которая возволяет взрывать предметы и живых существ. Верховный глава братства, шантажируя Коула душой его отца, хочет вернуть его к злу и заставляет убить ведьму. Идеалы Коула начинают ломаться. Фиби не может простить Коула и выгоняет его, не желая верить, что он плохой. Коул убивает верховного главу и забирает душу отца… |            |                                                                    |                      |                                                                           |                 |             |                     |
| 65 | 21         | «Look Who's Barking» «Смотрите, кто залаял»                        | Джон Бринг           | Сюжет : Кёртис Кил Телесценарий : Кёртис Кил, Моника Брин и Элисон Шапкер | 10 мая 2001     | 4300065     | 4.7                 |
| Чтобы найти демоницу — убийцу страдающих людей, сёстры читают заклинание, которое превращает Прю в собаку. Демоница превращает Фиби в себе подобную — банши. Для спасения сестры Пайпер вызывает Коула, который признаётся Фиби в любви и возвращает её в нормальное состояние. Она его прощает… |            |                                                                    |                      |                                                                           |                 |             |                     |
| 66 | 22         | «All Hell Breaks Loose» «Весь ад выходит на свободу»               | Шеннен Доэрти        | Брад Керн                                                                 | 17 мая 2001     | 4300066     | 5.3                 |
| Сёстры спасли невинного доктора, за которым охотился демонический убийца Хозяина Зла Шекс. Однако они не заметили, что случайно попали под прицел видеокамеры. Весь мир узнаёт о существовании магии, что приводит к необратимым последствиям. Чтобы исправить ситуацию, сёстры идут на сделку с Хозяином, ещё не зная, что одна из сестёр обречена… |            |                                                                    |                      |                                                                           |                 |             |                     |